# Еду Манга
Еду Манга (2. фебруар 1967) бивши је бразилски фудбалер.

## Репрезентација
За репрезентацију Бразила дебитовао је 1987. године. За национални тим одиграо је 10 утакмица.

## Статистика
| Бразил | Бразил | Бразил |
| Год.   | Ута.   | Гол.   |
| ------ | ------ | ------ |
| 1987   | 2      | 0      |
| 1988   | 3      | 0      |
| 1989   | 5      | 0      |
| Укупно | 10     | 0      |